# Sopwith Sparrow
El Sopwith Sparrow fue un avión ligero tripulado británico, desarrollado a partir del dron Sopwith AT, utilizado para realizar pruebas de vuelo por radio control.

## Diseño y desarrollo
El profesor A.M. Low había comenzado a experimentar con aviones radiocontrolados en 1916, con la idea de producir una bomba volante. Los experimentos fueron necesariamente algo largos, se utilizaron varios aviones en el desarrollo de las pruebas y, como distracción para el verdadero propósito de los experimentos, los aviones en cuestión fueron denominados Blancos Aéreos, generalmente abreviados como AT (Aerial Target, Blanco Aéreo).
La empresa Sopwith diseñó y construyó dos pequeños biplanos para cubrir los requisitos de las pruebas. El primero (Sopwith AT) nunca se completó. Se trataba de un biplano de un solo vano y de construcción extremadamente sencilla. El fuselaje era una estructura simple de sección transversal cuadrada y debía llevar un tren de aterrizaje principal de cuatro ruedas. Las alas eran estructuras de madera arriostradas mediante cables con costillas muy espaciadas; no tenía ribetes. El plano principal superior se hizo en dos mitades que se unían en unos soportes de  cabaña centrales tipo caballete. Si se previó alguna forma de control lateral, debe haber sido mediante la deformación alar, pero parece más probable que se confiara en el apreciable diedro para preservar la estabilidad lateral. Se enrollaron antenas para los aparatos inalámbricos alrededor de las partes sobresalientes de los planos principales superiores y alrededor de la parte trasera del fuselaje. El Sopwith AT sufrió daños antes de su finalización, por lo que fue abandonado.
A este aparato le siguió un biplano de mayor tamaño, obviamente descendiente directo del Sopwith SL.T.B.P.: el nuevo avión recibió el nombre de Sparrow. Era un biplano de un solo vano y de envergaduras iguales, propulsado por un motor bóxer ABC Gnat de 26 kW (35 hp) de dos cilindros. El control lateral se realizaba mediante la deformación alar, y las superficies de la cola se parecían (pero no eran idénticas) a las del Pup. Había una cabina situada entre los soportes interplanares traseros.
La estructura del Sparrow se simplificó tanto como fue posible, pero era un avión mucho menos primitivo que el AT. Se prestó una razonable atención a reducir la resistencia, ya que el motor estaba limpiamente carenado y la capota encajaba con las líneas del fuselaje.
Los experimentos de radiocontrol tuvieron éxito, pero no llegaron a la etapa en la que se construyera y utilizara operativamente una verdadera bomba volante. Por ello, el diseño del Sparrow permaneció sin desarrollar.

## Variantes
AT
Biplano de radio control, uno construido.
Sparrow
Biplano desarrollado desde el SL.T.B.P., radio controlado y con posibilidad de ser tripulado, con motor ABC Gnat de 26 kW (35 hp), uno construido.

## Especificaciones
Referencia datos: Sopwith Aircraft 1912-1920

### Características generales
- Tripulación: Uno (piloto)
- Envergadura: 7,6 m (24,9 ft)
- Planta motriz: 1× motor bóxer de 2 cilindros refrigerado por aire ABC Gnat.
  - Potencia: 26 kW (36 HP; 35 CV)
- Hélices: Bipala de paso fijo